# Samuel Takyi
Samuel Takyi est un boxeur ghanéen né le 23 décembre 2000 à Accra. Médaillé de bronze en poids plumes aux Jeux olympiques de Tokyo, la première médaille olympique du Ghana aux Jeux olympiques depuis 1992, il devient boxeur professionnel.

## Carrière

### Boxe amateur
Après avoir joué au football plusieurs années, Samuel Takyi découvre la boxe anglaise et s'entraîne à la Discipline Boxing Academy d'Accra où il atteint le niveau international. Sélectionné en équipe nationale ghanéenne pour la première fois en 2019, Takyi domine le Marocain Mohamed Hamout, tête de série no 1 et favori, lors du tournoi qualificatif africain pour les Jeux olympiques organisé à Dakar au Sénégal. Battu en demi-finale par Everisto Mulenga, il obtient son billet pour les Jeux de Tokyo en gagnant la petite finale face à Isaac Masembe.
Qualifié pour le tournoi de boxe des Jeux olympiques d'été de 2020 dans la catégorie poids plumes, Samuel Takyi s'assure une médaille après avoir battu en puissance l'expérimenté colombien Ceiber Ávila. Dominé dans la première reprise, le Ghanéen trouve son rythme et sa distance dans les deux rounds suivants pour emporter la décision des juges,.
S'inclinant en demi-finale face à l'Américain Duke Ragan, il remporte la médaille de bronze. Il s'agit de la première médaille ghanéenne aux Jeux olympiques depuis 1992. À son retour à Accra, des centaines de supporteurs l’accueillent en héros.
Aux Jeux africains de 2023, il remporte la médaille d'or dans la catégorie des moins de 63,5 kg.

### Boxe professionnelle
Après sa médaille olympique, le jeune boxeur ghanéen de 20 ans souhaite devenir boxeur professionnel,. Malgré les demandes du président du Comité olympique du Ghana de rester pour les Jeux du Commonwealth de 2022 et les Jeux olympiques d'été de 2024, Takyi devient boxeur professionnel avec l'objectif de ramener un titre mondial à son pays. 
Son premier combat chez les professionnels est organisé à domicile à Accra en avril 2022 face à Kamarudeen Boyefio qu'il met KO au deuxième round. Pour son deuxième combat professionnel, Samuel Takyi se déplace à Johannesbourg où il met Mandlenkosi Sibuso hors combat dans la deuxième reprise par des enchaînements de crochets et d'uppercuts. Le jeune espoir enchaîne à Lagos en août en mettant KO le vétéran Samuel Moses dans les dernières secondes du premier round du combat.

## Palmarès
| 3 combats       | 3 victoires | 0 défaites |
| Avant la limite | 3           | 0          |
| Sur décision    | 0           | 0          |

| Décision possible : KO • TKO (KO technique) • UD (décision aux points unanime) • MD (décision aux points majoritaire) • SD (décision aux points partagée) • D (match nul) • NC (sans décision) • RTD (abandon) |        |                    |      |       |               |                               |        |
| Résultat | Record | Adversaire         | Type | Round | Date          | Lieu                          | Notes  |
| Victoire | 3-0    | Samuel Moses       | TKO  | 1 (8) | 28 août 2022  | Teslim Balogun Stadium, Lagos | [ 10 ] |
| Victoire | 2-0    | Mandlenkosi Sibuso | TKO  | 2 (4) | 11 juin 2022  | Emperors Palace, Kempton Park | [ 9 ]  |
| Victoire | 1-0    | Kamarudeen Boyefio | TKO  | 2 (4) | 15 avril 2022 | Ga Mashie Hall, Accra         | [ 8 ]  |